# Аргентина на Светском првенству у атлетици на отвореном 2015.
Аргентина је учествовала на Светском првенству у атлетици на отвореном 2015. одржаном у Пекингу од 12. до 30. августа петнаести пут, односно учествовала је на свим првенствима до данас. Репрезентацију Аргентине представљало је 6 такмичара (4 мушкараца и 2 жене) који су се такмичили у шест дисциплина,.
На овом првенству представници Аргентине нису освојили ниједну медаљу. Оборен је национални рекорд у бацању копља

## Учесници
| Дисциплина   | Спортисти        | Спортисти |
| Дисциплина   | Мушкарци         | Жене      |
| ------------ | ---------------- | --------- |
| 20 км ходање | Хуан Мануел Кано | —         |

| Дисциплина     | Спортисти        | Спортисти       |
| Дисциплина     | Мушкарци         | Жене            |
| -------------- | ---------------- | --------------- |
| Скок мотком    | Херман Кјаравиљо | -               |
| Бацање кугле   | Херман Лауро     | -               |
| Бацање диска   | -                | Росио Комба     |
| Бацање кладива | -                | Џенифер Далгрен |
| Бацање копља   | Брајан Толедо    | -               |

## Резултати

### Мушкарци
| Атлетичар        | Дисциплина   | Лични рекорд | Квалификација | Квалификација | Финале   | Финале        | Детаљи |
| Атлетичар        | Дисциплина   | Лични рекорд | Резултат      | Место         | Резултат | Место         | Детаљи |
| ---------------- | ------------ | ------------ | ------------- | ------------- | -------- | ------------- | ------ |
| Херман Кјаравиљо | скок мотком  | 5,75 НР      | 5,70          | 7. у гр. А КВ | 5,65     | 9 / 33 (34)   |        |
| Херман Лауро     | Бацање кугле | 21,26 НР     | 20,64         | 2. у гр. Б кв | 19,70    | 9 / 28 (31)   |        |
| Брајан Толедо    | Бацање копља | 82,90 НР     | 83,32 НР      | 2. у гр. А    | 80,27    | 10 / 33       |        |
| Хуан Мануел Кано | 20 км ходање | 1:22:10 НР   |               |               | 1:27:10  | 42. / 50 (61) |        |

### Жене
| Атлетичарка     | Дисциплина     | Лични рекорд | Квалификације | Квалификације | Финале            | Финале       | Детаљи |
| Атлетичарка     | Дисциплина     | Лични рекорд | Резултат      | Место         | Резултат          | Место        | Детаљи |
| --------------- | -------------- | ------------ | ------------- | ------------- | ----------------- | ------------ | ------ |
| Росио Комба     | Бацање диска   | 62,77 НР     | 56,11         | 15. у гр. А   | Није се пласирала | 28 / 31      |        |
| Џенифер Далгрен | Бацање кладива | 73,74 НР     | 67,68         | 11. у гр. Б   | Није се пласирала | 21 / 30 (31) |        |